# 静岡県旗
静岡県旗（しずおかけんき）は、日本の都道府県の一つ、静岡県の旗。本項では、旗に図示されている静岡県章（しずおかけんしょう）についても併せて解説する。

## 概要

静岡県章

県章は県内で公募を実施し寄せられた6,915点のデザイン案の中から県章県旗制定審査会が選定し、1968年（昭和43年）8月6日に制定された。8月26日にはこの県章を基に県旗が制定され、9月17日には「静岡県歌」と共に告示された。県章は富士山と伊豆半島・駿河湾・御前崎を特徴的にデフォルメして県土を図案化したものである。
県旗の配色は地色の青が果てしなく広がる大空と太平洋を、オレンジ色の富士山と県土は明るい陽光と県民の情熱・団結を表している。
なお、国民体育大会や全国高等学校総合体育大会の静岡県選手団は県旗でなく、オレンジ色のバックに静岡県体育協会のマークと「静岡県」の字が入った選手団旗を使用する。